# Tryphosella sarsi
Tryphosella sarsi is een vlokreeftensoort uit de familie van de Lysianassidae. De wetenschappelijke naam van de soort is voor het eerst geldig gepubliceerd in 1893 door Bonnier.